# Эквадорский конституционный референдум (1869)
Эквадорский конституционный референдум прошёл 1 июля 1869 года для одобрения Конституции, предложенной Конституционной ассамблеей Эквадора, избранной ранее в том же году. Конституция была одобрена подавляющим большинством голосов избирателей и стала восьмой конституцией страны, известной как «Чёрная хартия».
После рееферендума новая Национальная конституционная ассамблея собралась в Кито и приняла Конституцию 11 августа 1869 года.

## Предвыборная обстановка
Временный президент Эквадора Гарсиа Морено нуждался в новой Конституции, чтобы беспрепятственно осуществить свой проект модернизации и объединительной централизации. Чтобы ускорить принятие нового основного закона, количество членов Учредительного собрания было сокращено до 30 человек.
Национальный съезд состоял в основном из сторонников Гарсиа Морено, который занимал временный пост президента. Среди них были два действующих государственных министра, два генерала, подполковник, епископ, три священника и два зятя президента. Учредительное собрание длилось 104 дня, после чего обнародовало восьмую Конституцию Эквадора, внесло изменения в Гражданский и Уголовно-процессуальный кодексы. В Конституции прописывались законы о выборах, местных дорогах, сберегательных кассах, ипотечных банках, а также об избрании президента.
Поскольку Гарсиа Морено поклялся Богом, что он не примет мандат, даже если он будет избран, он ушёл в отставку. Однако все 27 присутствующих участников собрания отклонили отставку.

## Результаты
| Выбор  | Голоса | %     |
| ------ | ------ | ----- |
| За     | 13 640 | 96,36 |
| Против | 514    | 3,64  |
| Всего  | 14 154 | 100   |